# Wyrzutnik

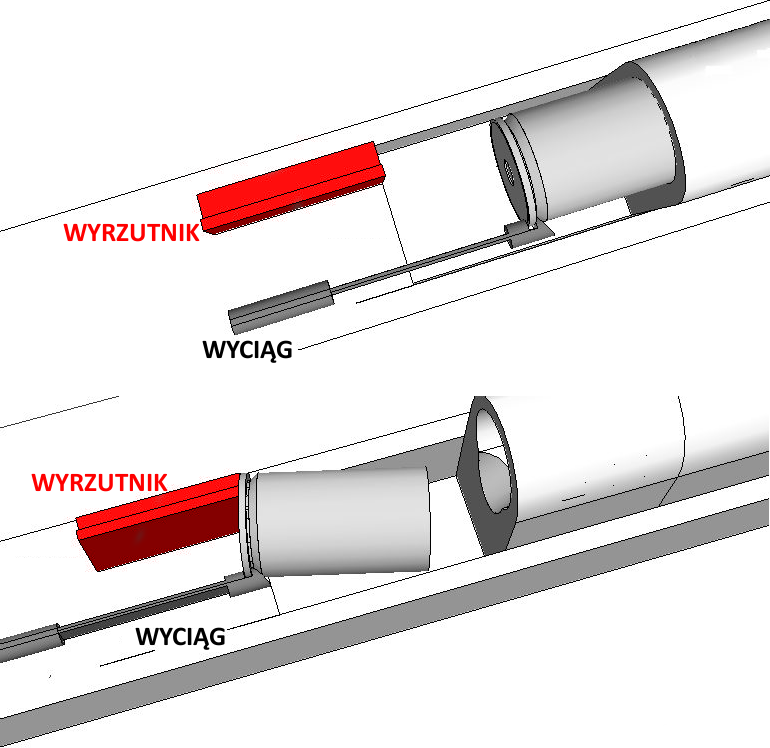
Łuska usuwana z komory nabojowej wypychana poza broń przez wyrzutnik

Wyrzutnik – element lub mechanizm broni lufowej wyrzucający z broni łuskę wyciągniętą przez wyciąg (w broni strzeleckiej) lub wyciągający łuskę z komory nabojowej i wyrzucający ją poza broń (w broni artyleryjskiej).
Wyrzutnik może być częścią zamka lub być przymocowany do szkieletu lub wnętrza komory zamkowej. Wyrzutniki mogą być sztywne, odchylne  (wyrzucają łuskę uderzając w jej dno), dźwigniowe i dźwigniowo-krzywkowe (wyrzucają łuskę uderzając w jej tułowie).